# قاسم حدادی‌فر
قاسم حدادی‌فر (زادهٔ ۲۱ تیر ۱۳۶۲) بازیکن سابق و سرمربی فوتبال اهل ایران است وی درحال حاضر هدایت تیم فوتبال ذوب‌آهن در لیگ برتر خلیج فارس را برعهده دارد.
وی در سال ۲۰۱۱ در فهرست کاندیداهای بازیکن سال فوتبال آسیا حضور داشت. حدادی‌فر در مدت حضور خود در ذوب آهن، سه قهرمانی جام حذفی، یک سوپرجام و نایب قهرمانی باشگاه‌های آسیا را به دست آورده است. حدادی فر از سال ۲۰۱۰ نیز به تیم ملی فوتبال ایران دعوت شده است.

## افتخارات
- لیگ برتر
- نایب قهرمانی در لیگ برتر فوتبال ایران ۸۸–۱۳۸۷ به همراه تیم ذوب‌آهن
- نایب قهرمانی در لیگ برتر فوتبال ایران ۸۹–۱۳۸۸ به همراه تیم ذوب‌آهن
- نایب قهرمانی در لیگ برتر فوتبال ایران ۹۱–۱۳۹۰ به همراه تیم تراکتورسازی
- نایب قهرمانی در لیگ برتر فوتبال ایران ۹۷–۱۳۹۶ به همراه تیم ذوب‌آهن
- جام حذفی
- قهرمانی در جام حذفی ۸۸–۱۳۸۷ به همراه تیم ذوب‌آهن
- قهرمانی در جام حذفی ۹۴–۱۳۹۳ به همراه تیم ذوب‌آهن
- قهرمانی در جام حذفی ۹۵–۱۳۹۴ به همراه تیم ذوب‌آهن
- سوپر جام
- قهرمانی در سوپر جام ۱۳۹۵ به همراه تیم ذوب‌آهن
- لیگ قهرمانان آسیا
- نایب قهرمانی در لیگ قهرمانان آسیا ۲۰۱۰ به همراه تیم ذوب‌آهن
- افتخارات فردی
- انتخاب به عنوان مرد سال فوتبال ایران در مراسم برترین‌های فوتبال ایران در فصل ۹۴–۱۳۹۳

## آمار باشگاهی
| باشگاهی | باشگاهی     | باشگاهی     | لیگ  | لیگ | جام      | جام      | قاره | قاره       | مجموع | مجموع |
| فصل     | باشگاه      | لیگ         | بازی | گل  | بازی     | گل       | بازی | گل‌         | بازی  | گل‌    |
| ایران   | ایران       | ایران       | لیگ  | لیگ | جام حذفی | جام حذفی | آسیا | آسیا       | مجموع | مجموع |
| ------- | ----------- | ----------- | ---- | --- | -------- | -------- | ---- | ---------- | ----- | ----- |
| ۸۳–۱۳۸۲ | ذوب‌آهن      | لیگ برتر    | ۷    | ۱   | ۲        | ۰        | -    | -          | ۹     | ۱     |
| ۸۴–۱۳۸۳ | ذوب‌آهن      | لیگ برتر    | ۱۰   | ۰   | ۱        | ۰        | -    | -          | ۱۱    | ۰     |
| ۸۵–۱۳۸۴ | صنعت نفت    | لیگ آزادگان | ۲۰   | ۲   | ۰        | ۰        | -    | -          | ۲۰    | ۲     |
| ۸۶–۱۳۸۵ | ذوب‌آهن      | لیگ برتر    | ۲۳   | ۰   | ۱        | ۰        | -    | -          | ۲۴    | ۰     |
| ۸۷–۱۳۸۶ | ذوب‌آهن      | لیگ برتر    | ۲۴   | ۰   | ۲        | ۰        | -    | -          | ۲۶    | ۰     |
| ۸۸–۱۳۸۷ | ذوب‌آهن      | لیگ برتر    | ۲۳   | ۴   | ۶        | ۲        | -    | -          | ۲۹    | ۶     |
| ۸۹–۱۳۸۸ | ذوب‌آهن      | لیگ برتر    | ۳۲   | ۳   | ۵        | ۰        | ۵    | ۱          | ۴۲    | ۴     |
| ۹۰–۱۳۸۹ | ذوب‌آهن      | لیگ برتر    | ۳۰   | ۱   | ۱        | ۰        | ۶    | ۱          | ۳۷    | ۲     |
| ۹۱–۱۳۹۰ | ذوب‌آهن      | لیگ برتر    | ۸    | ۰   | ۰        | ۰        | ۰    | ۰          | ۸     | ۰     |
| ۹۱–۱۳۹۰ | تراکتورسازی | لیگ برتر    | ۱۳   | ۱   | ۰        | ۰        | -    | -          | ۱۳    | ۱     |
| ۹۲–۱۳۹۱ | ذوب‌آهن      | لیگ برتر    | ۲۸   | ۲   | ۳        | ۰        | -    | -          | ۳۱    | ۲     |
| ۹۳–۱۳۹۲ | ذوب‌آهن      | لیگ برتر    | ۲۸   | ۲   | ۲        | ۰        | -    | -          | ۳۰    | ۲     |
| ۹۴–۱۳۹۳ | ذوب‌آهن      | لیگ برتر    | ۲۷   | ۰   | ۵        | ۱        | -    | -          | ۳۲    | ۱     |
| کل دوره | کل دوره     | کل دوره     | ۲۷۳  | ۱۶  | ۲۸       | ۳        | ۱۱   | ۲\|\|\|۳۱۲ | ۲۱    |       |